# Lola Cordova
Pour les articles homonymes, voir Lola et Cordova.
Lola Cordova est un album de bande dessinée de Arthur Qwak publié en avril 2005 aux éditions Casterman dans la collection « Un monde ».

## Synopsis
Lola Cordova narre les aventures d'une prostituée enlevée par des extra-terrestres ayant pour but de détruire le monde.
L'histoire est assez peu classique et construite de manière non linéaire. Le dessin est aussi étrange que le scénario, avec une narration travaillée, et un découpage très pensé.